# جوزف تی. راکر
جوزف تی. راکر (انگلیسی: Joseph T. Rucker؛ ۱ ژانویهٔ ۱۸۸۷ – ۲۱ اکتبر ۱۹۵۷) یک فیلم‌بردار اهل ایالات متحده آمریکا بود.
وی همچنین برنده جوایزی همچون جایزه اسکار بهترین فیلمبرداری در سال ۱۹۳۰ شده‌است.

## گزیده فیلمشناسی
- به همراه برد در قطب جنوب (۱۹۳۰)